# Stryj
Stryj (ukrajinsky Стрий, polsky Stryj) je město (do července 2020 město oblastního významu) v Haliči na západní Ukrajině, zhruba 60 km jižně od Lvova; patří do Lvovské oblasti a je centrem Stryjského rajónu. Městem protéká stejnojmenná řeka Stryj, pravý přítok Dněstru. Ve městě žije přibližně 59 tisíc obyvatel.

## Historie

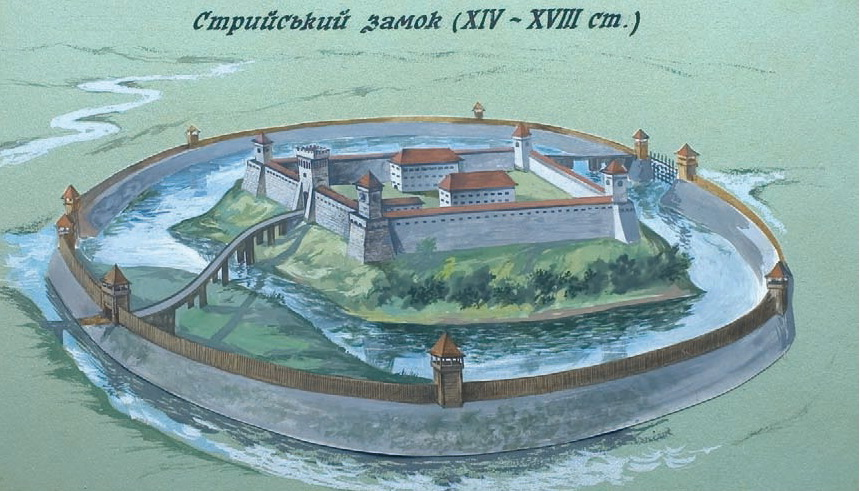
Stryjský hrad, rekonstrukce stavu ze 14.–17. století

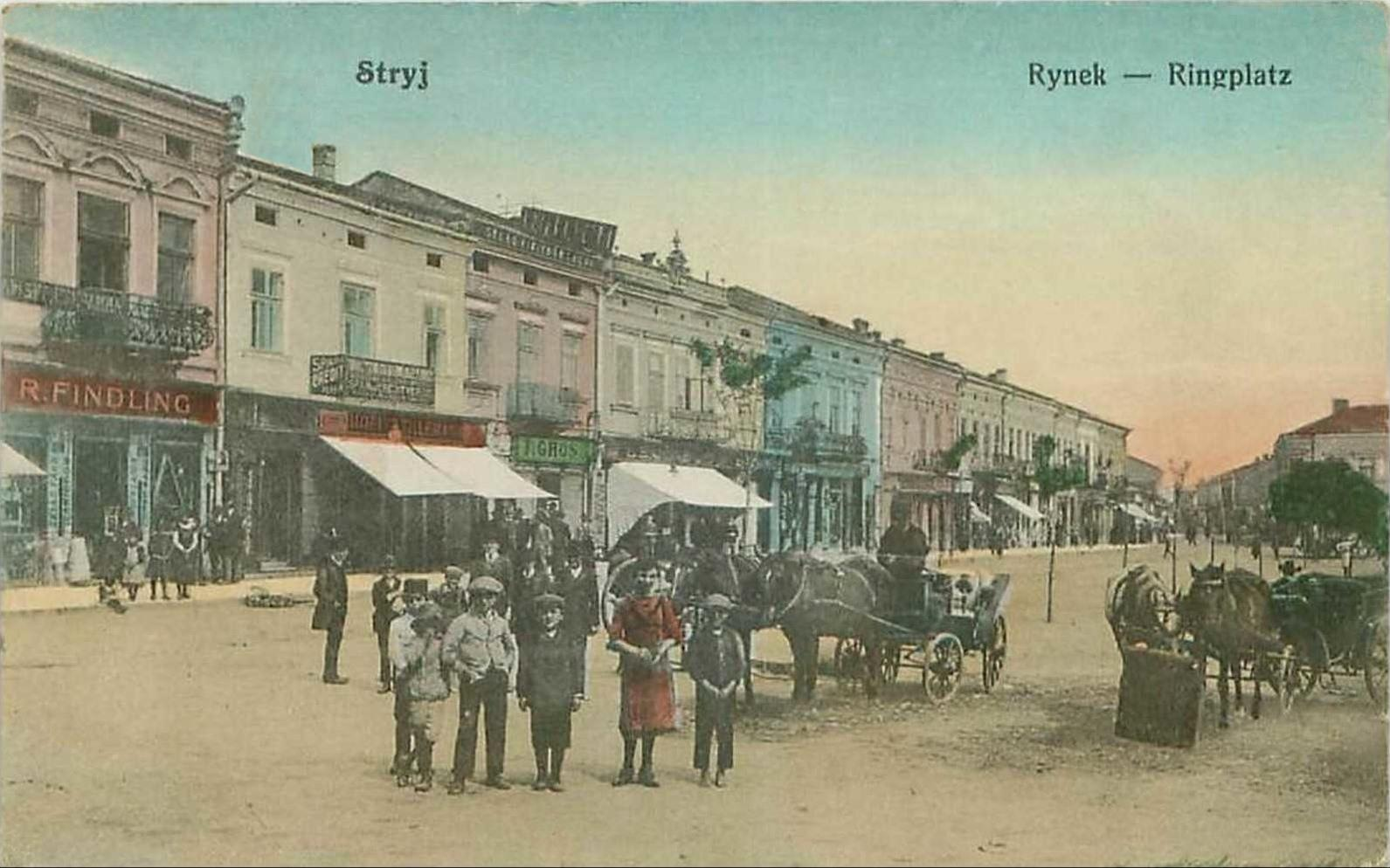
Centrum města v roce 1915

První zmínka o obci pochází z roku 1385, kdy zde již stál vodní hrad a rozšiřovalo se osídlení podhradí. V roce 1431 polský a litevský král Vladislav II. Jagello udělil Stryji městská práva. V 15. a 16. století byla Stryj vzkvétajícím obchodním a řemeslnickým městem. V letech 1569–1772 byla součástí Ruského vojvodství s hlavním městem Lvovem a zemským sněmem v Sudové Vyšňi. V letech 1772–1918 tvořila součást Habsburské monarchie, korunní země Haličsko-vladiměřského království, opět s hlavním městem Lvov. V roce 1850 se město stalo sídlem okresu, v roce 1867 byl zřízen okresní soud, oba existovaly až do roku 1918. V letech 1919–1939 bylo město součástí Polska a od roku 1921 patřilo pod Stanislavské vojvodství.
V průběhu sovětské okupace východního Polska v roce 1939 připadlo Sovětskému svazu. Po útoku na Sovětský svaz v roce 1941 město obsadila německá armáda a začala deportace židovských obyvatel do vyhlazovacích táborů. Celkem bylo vyvražděno více než 4 000 Židů. V roce 1954 byl odpovědný velitel zdejší nacistické jednotky Karl Klarmann odsouzen okresním soudem v Hamburku ke čtyřem letům a šesti měsícům vězení. Po válce byli němečtí váleční zajatci přesunuti do Stryje na nucené práce. Zajatecký tábor měl 232 členů a vlastní nemocnici.
V dubnu 1945 se město spolu s východními územími Polska stalo součástí Ukrajinské sovětské socialistické republiky a po rozpadu SSSR v roce 1991 se stalo součástí nezávislé Ukrajiny. Do 2. světové války sestávalo obyvatelstvo z přibližně rovnoměrného podílu Ukrajinců, Poláků a Židů, nyní zde žijí téměř výhradně Ukrajinci.

## Doprava
Stryj je důležitým železničním uzlem: páteřní tratě odsud vycházejí ve směrech na Lvov, Ivano-Frankivsk a Čop, další potom na Drohobyč a Chodoriv. Projíždí tudy rychlík Budapešť–Moskva a vlaky spojující Zakarpatí s ostatními částmi Ukrajiny. Ve směru ze Lvova na Drohobyč byl zřízen kolejový triangl, který je využívaný zejména rekreačními vlaky směřujícími do podkarpatského letoviska Truskavec.

## Památky
- Katedrála Nanebevzetí Panny Marie – římskokatolická trojlodní bazilika, přestavěná ve 2. polovině 19. století, zrušená v roce 1921, obnovená po roce 1991, později také jako sídlo obnovené římskokatolické diecéze, uměleckohistoricky cenná je jižní renesanční kaple
- Pravoslavný kostel Zvěstování Panny Marie, obnoven po roce 1991
- Radnice – novorenesanční stavba ze 3. třetiny 19. století
- Železniční nádraží – secesní stavba, obnovená roku 2005
- Muzeum regionální etnografie
- Muzeum Olgy Bačinské

## Osobnosti
- Kazimierz Nowak (1897–1937) – polský cestovatel se zde narodil
- Stepan Bandera – ukrajinský nacionalista, studoval zde na ukrajinském gymnáziu; v roce 1992 mu odhalena první busta na Ukrajině[3]
- Louis Begley (* 1933 Stryj) – americký spisovatel ukrajinského původu
- Alexandr Miniv (* 1895 Stryj – 1942) – ředitel Okresní nemocenské pojišťovny v Praze. Za pomoc parašutistům výsadku Anthropoid byl popraven spolu se 262 spolupracovníky parašutistů v Mauthausenu.[4][5]

## Fotogalerie

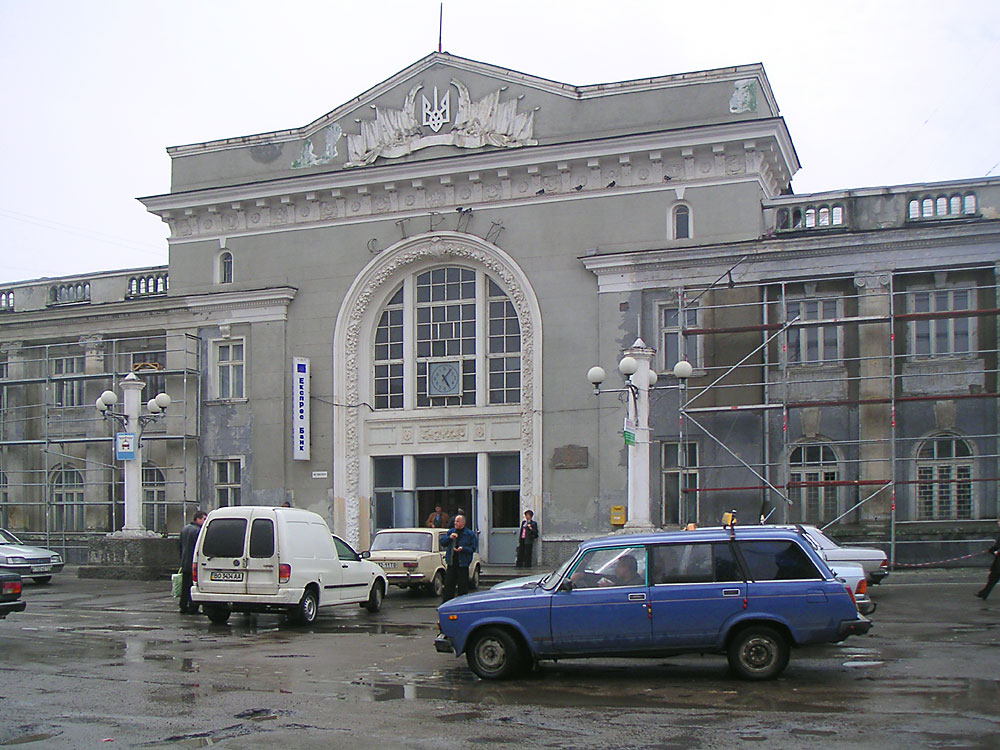
Železniční stanice Stryj (po rekonstrukci, 2005)
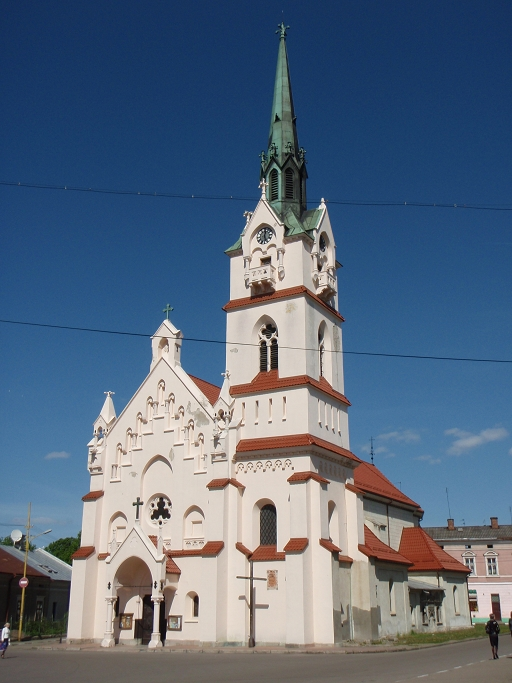
Katedrála Nanebevzetí Panny Marie
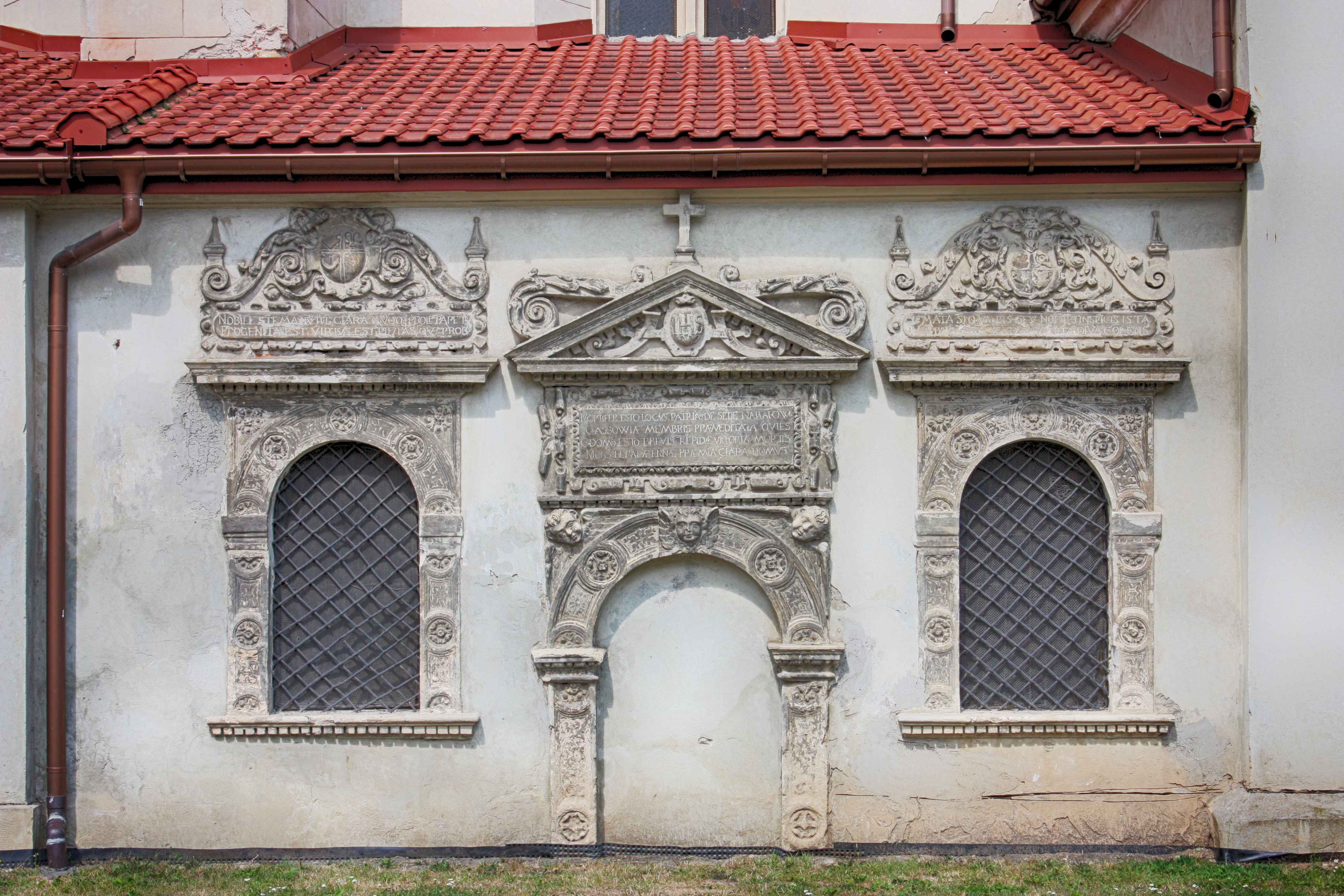
Renesanční kaple katedrály
Kostel Zvěstování P. Marie